# Purwakarta
Purwakarta est une ville d’Indonésie située dans le kabupaten de Purwakarta sur l’île de Java.

## Démographie
En 2007 sa population était de 798 272 habitants.